# Битка при село Петрич
Битката при село Петрѝч е сражение между Хвърковатата чета и османски башибозуци и черкези, състояло се на 23-ти и 24-ти април 1876 г. То завършва с победа за въстаниците.
На 23 април Хвърковатата чета предвождана от Георги Бенковски се отправя за село Петрич и пристига още призори, където е посрещната от петричани с неописуем възторг, но скоро въстаниците забелязват, че се приближават нередовни османски орди башибозук. Хвърковатата чета заедно с петричани се изправя пред първия бой с башибозуци и черкези. Битката се състои северно от селото, в местността Сливовка. Османците настъпват откъм град Златица.
Първоначалната атака всява смут сред петричани, които побягват пред настъпващите османски войски. За да окуражи селяните, Бенковски нарежда на знаменосеца на четата, Крайчо Самоходов, да поведе около 20-25 конници и същия брой пехотинци в контранастъпление. Това действително вдъхновява петричани, които се връщат ентусиазирани в сражението, както го описва Захарий Стоянов в своите Записки по българските въстания:
| „                                                               | — Удряйте, братя! — викаха всички, като че да бяха все войводи, и поискаха да последват храбрия Крайча, който се губеше на десния бряг на р. Тополница в гъстия дим. | “ |
| Захарий Стоянов, „Записки по българските въстания“, Глава IV, I | |   |

Контраатаката на въстаниците е сполучлива и османците се оттеглят. Успешната битка е отпразнувана с радост от жителите на селото.
На 24 април от Панагюрище пристигат 105 въстаници, предвождани от стрелченския и панагюрски герой Иван Ворчо. Така общият брой на четниците в село Петрич достига 235 души.
В този ден селото бива нападнато отново. Редовна османска войска напада с конница по всички линии. В сражението, което продължава два часа, Иван Ворчо успява да убие предводителя на черкезите. Този умел ход обезкуражава османците, които, загубили предводителя си, временно отстъпват. Няколко часа по-късно обаче последва трета атака, но четниците съумяват да отбият и нея.
В тази битка пада първата жертва на Априлското въстание. Това е Петър Балов, положен след сражението в селската черква.